# Leontina Văduva
Leontina Văduva (Roșiile, 1º dicembre 1960) è un soprano rumeno con cittadinanza francese.

## Biografia
Figlia della cantante di musica popolare rumena Maria Ciobanu e di un suo concittadino, addetto alla conduzione di trattori agricoli, morto nel 1994. Ha studiato al Conservatorio di Bucarest con Ileana Cotrubaș e ha debuttato nel ruolo principale di Manon a Tolosa nel 1987.  Vincitrice del Laurence Olivier Opera Award, si è spesso esibita a Covent Garden, in Rigoletto (di fronte a Ingvar Wixell e Jerry Hadley, 1989), Carmen (nel ruolo di Micaëla, 1991 e 1994) e Roméo et Juliette (1994).
Nel 2000 si è esibita al Metropolitan Opera in sei repliche di La bohème (come Mimì, insieme a Luis Lima). Ha anche cantato con le compagnie di Buenos Aires, Barcellona, Colonia, Vienna e Parigi.

## Discografia
La sua discografia include Rigoletto (1993), Les contes d'Hoffmann (as Antonia, con Roberto Alagna, condotto da Kent Nagano, 1994–96), La bohème di nuovo con Alagna, direttore d'orchestra Sir Antonio Pappano, 1995) e l'album "Opera Arias" condotto di Plácido Domingo (1997).  Degno di nota è il suo DVD Roméo et Juliette, insieme a Roberto Alagna, condotto da Sir Charles Mackerras e diretto da Nicolas Joël (1994).